# نجیب الله کابلی
نجیب الله کابلی (زاده: ۱۳۵۰ ولسوالی شکردره، ولایت کابل) سیاست‌مدار افغانستانی و نماینده مردم کابل در دوره پانزدهم مجلس نمایندگان افغانستان است.

## زندگی‌نامه
نجیب الله کابلی متولد ۱۳۵۰ از روستای کاریزمیر ولسوالی شکردره ولایت کابل افغانستان است. وی دارای مدرک تحصیلی بکلوریا/دیپلم است.

## دیگر فعالیت‌ها
- مدیر تکنیک و خدمات اجتماعی.[۱]